# Tim Willocks

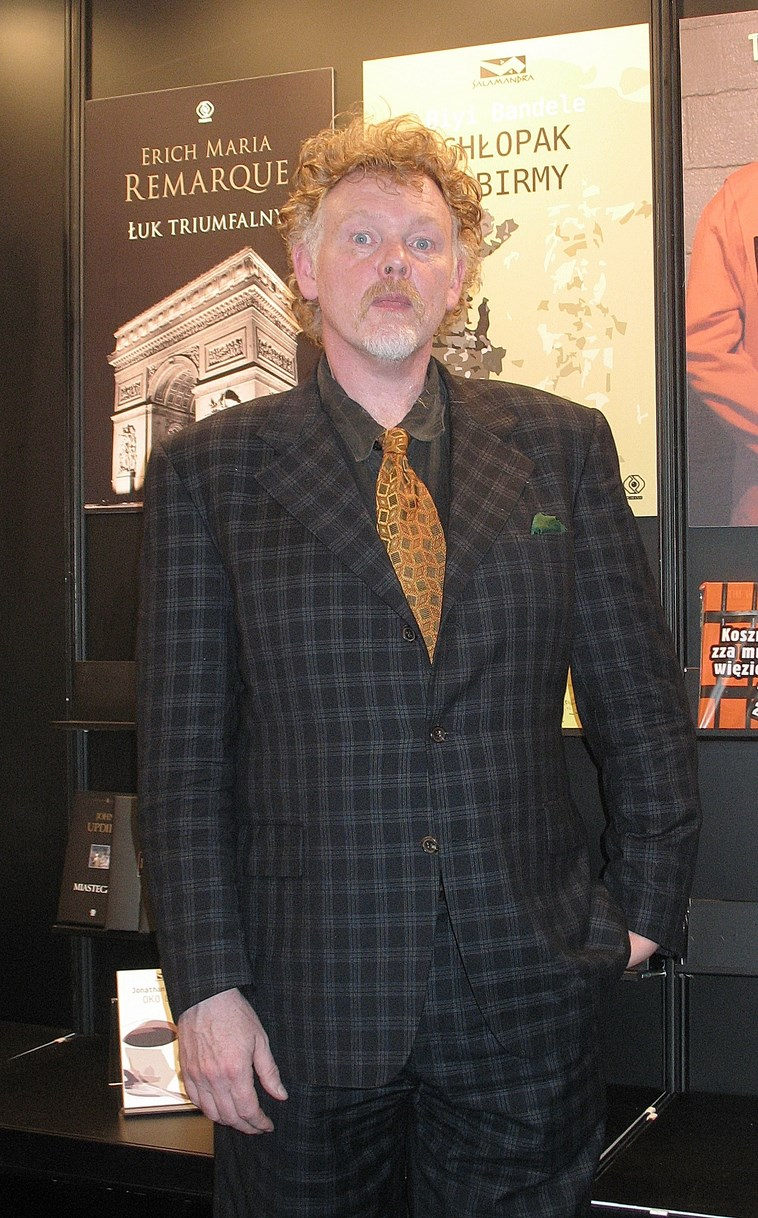
Tim Willocks

Tim Willocks es un psiquiatra y escritor británico nacido en Stalybridge en 1957. Willocks está especializado en el tratamiento de pacientes con problemas de drogadicción. En su faceta como escritor de ficción son habituales las referencias al mundo de la medicina y de las artes marciales (Willocks practica habitualmente el karate Shotokan).
Su mayor éxito de ventas fue su último libro publicado, La orden, en el que se relata el sitio a Malta por los otomanos desde la perspectiva de un capitán ficticio (Mattias Tannhauser) Se espera una continuación hacia el 2020.
Se ha rumoreado que tuvo una relación con la cantante Madonna. Es un gran aficionado al póker. Su novela Bad city blues fue adaptada al cine en 1999 y protagonizada por Dennis Hopper. Escribió The Unfinished Journey, documental sobre Steven Spielberg.

## Libros publicados
- Bad City Blues (1991)
- Green River Rising (1995)
- Bloodstained Kings (1996)
- Swept from the Sea (1997)
- Amy Foster (1998)
- La orden (The Religion, 2006)
- Doglands (2011)
- The Twelve Children of Paris (2012)